# Шитао
Шитао (石涛, 1642 —1707) — китайський аристократ, художник та поет часів династії Цін.

## Життєпис
Походив з імператорської родини Чжу, що правила Китаєм під назвою династія Мін. Був десятим нащадком у Чжу Хенцзя, старшого брата й засновника династії Чжу Юаньчжана. Народився в маєтку свого батька (носив титул Цзінцзян-ван) у м. Цянчжоу (провінція Гуансі) у 1642 році. Після вторгнення манчжурів до Китаю у 1644 році разом із родиною перебирається до Нанкіна. тут у розпал міжусобиць гине батько майбутнього художника. У 1651 році стає буддистським монахом. Згодом перебирається до м. Учань, де продовжив свою освіту. У 1660-х роках мандрує провінцією Аньхой. У 1680-х роках мешкав у Нанкіні та Янчжоу. У 1689 році отримав запрошення відвідати імператорський двір. У 1690 році перебирається з Янчжоу до Пекіна. Втім йому не поталанило зміцнити своє становище при дворі або отримати щедрого благодійника. У 1693 році переходить в даосизм й переїздить до Янчжоу, де помирає у 1707 році.

## Творчість
Всього з доробку Шитао збереглося 10 картин-сувоїв. Творча манера Шитао тяжіла до простоти і невигадливості. Він часто вдавався до стилістики майстрів минулого, створюючи композиції за їх мотивами, при цьому він не хизувався умінням імітувати чужі прийоми, але декількома акцентами натякав на співзвуччя духу. «Не потрібно творити, виходячи зі складності», — писав він. У природності й невигадливості його невеликих картинок мовби пройдені і зняті численні рівні складності. Вони присутні, але глибоко заховані. Шитао зумів об'єднати протилежності — філософську вчену багатовікову традицію і невигадливість світу, породженого цільної і незамутнено чистою душею. У своєму живопису він з'єднав традицію і безпосередність, повноту світу і індивідуальність серця художника, злив воєдино горезвісні гори і води китайського живопису — хвилю і камінь. Тому «Кам'яна хвиля» (Шитао) — це і є його головне ім'я, під яким він увійшов в історію.
Його власні твори завжди були відомі лише порівняно вузькому колу знавців і цінителів, тоді як його теоретичне твір знали і вивчали всі причетні до китайського класичного мистецтва. Шитао є автором трактату «Бесіди про живопис ченця Гіркий Гарбуз». Це найбільш повне і закінчене вираження традиційної китайської думки про мистецтво. Це невеликий за обсягом твір у відточеній і лаконічній формі підбив підсумок багатовіковому розвитку китайських уявлень про образотворче мистецтво, про роль художника, проблему передачі природи і можливостях творчого самовираження.